# ابوالفتح گیلانی
ابوالفتح گیلانی حکیم و دانشمند متولد ۹۵۴ ه‍. ق در لاهیجان بود که پس از فتح گیلان توسط صفویان، از ترس جان خویش به هند گریخت و صدراعظم اکبرشاه در دربار گورکانیان شد. از وی به عنوان ابداع‌کننده قلیان یاد می‌شود.

## منبع‌شناسی
آنچه دربارهٔ حیات ابوالفتح پیش از رسیدن به هندوستان می‌دانیم، منحصر به گزارش عبدالباقی نهاوندی است که مورخ معاصر با او بوده است. برای پی بردن به زندگی ابوالفتح در هند، افزون بر اطلاعات عمده‌ای که از نامه‌های خودش وجود دارد، گزارش‌های بسیاری از ابوالفضل علامی، بدائونی و عبدالباقی نهاوندی نیز در دست است. در این بین، گزارش‌های بدائونی تا حدی نادرست، مغرضانه و مغایر با دیگر گزارش‌ها به نظر می‌رسد.

## زندگی
ابوالفتح گیلانی، بر اساس ادعای خویش در نامه‌هایش، در سال ۹۵۴ هجری قمری، در شهر لاهیجان متولد شد. وی فرزند مولانا عبدالرزاق گیلانی، از دانشمندان بنام گیلان بود؛ پدر او مدت‌ها صدارت خان احمد کارکیا، حاکم بخش بزرگی از گیلان (بیه پیش) را بر عهده داشت، اما پس از فتح گیلان به دست شاه طهماسب صفوی، دستگیر و به بند کشیده شد و پس از چندی در زندان درگذشت.
ابوالفتح پس از این واقعه، به همراه دو برادر کوچک‌تر خود، حکیم نجیب‌الدین همام و نورالدین محمد قراری، از گیلان به اردبیل گریختند و در مدرسه‌ای که در جوار آرامگاه شیخ صفی‌الدین اردبیلی بود، علوم دینی را آموختند. پس از مدتی به همراه بازرگانان، درحالی که با تهدید جانی مواجه بودند، روانه هندوستان شدند. در میانهٔ راه، یحتمل مدتی را به توصیه و معرفی خواجه حسین ثنائی، در دربار ابراهیم میرزا صفوی در مشهد گذراندند.
سه برادر در ۹۸۳ق (۱۵۷۵م) به خدمت اکبرشاه رسیدند و به دربار وی راه یافتند. اکبرشاه به گرمی از آنان استقبال کرد. در این میان ابوالفتح، که برادر بزرگتر بود به سبب شایستگی علمی و آشنایی بیشتر با آداب دربار، نسبت به دیگر برادران منزلت بیشتری یافت. وی چند سال بعد به دستور اکبرشاه به صدارت رسید و در جنگ‌های بسیاری حضور داشت. ابوالفتح در ۹۹۷ هجری قمری در رکاب اکبر به جنگ با افغانان رفت. وی در این سفر به همراه دو تن دیگر مسئول انتظام اردو بود، اما چندی بعد در پی یک بیماری درگذشت و به دستور اکبر، جسد ابوالفتح به حسن ابدال در ۳۵ کیلومتری راولپندی انتقال یافت و در مقبره‌ای که خواجه شمس‌الدین خوافی برای خود ساخته بود، به خاک سپرده شد.
وی در دربار اکبرشاه، مناصبی همچون صدارت، مشاغل دیوانی (مانند نوشتن و ثبت فرمان‌ها، محاسبات دیوانی و امینی دیوان) را نیز برعهده داشت. اگرچه ابوالفتح خود سخنور چیره‌دستی بود و شعر می‌سرود اما بیشتر به جهت حمایت بی‌دریغ از شعرا، ادبا و دانشمندان زمان خود شهرت یافته‌است. یکی از مهم‌ترین انگیزه‌های مهاجرت شعرای ایرانی به هند، حمایت ابوالفتح از آنان بوده‌است. سخنوران بنامی مانند عرفی شیرازی، خواجه حسین ثنائی (که در مشهد از ابوالفتح حمایت کرده بود)، حیاتی گیلانی، قاضی نورالله شوشتری و بسیاری دیگر از بزرگان و دانشمندان آن دوره، پس از رسیدن به هند، به کمک ابوالفتح به خدمت اکبرشاه درآمدند، یا به مناصب دولتی دست یافتند.

## ساخت قلیان
ابوالفتح ازنظر علمی نیز در هند شهرت فراوانی یافت. در زمان اکبرشاه، تنباکو نخستین بار به هند رسید و به دربار وی راه یافت. ابوالفتح که این ماده را نمی‌شناخت، نخست، شاه را به شدت از کشیدن آن منع کرد. اکبرشاه نیز اگر چه به اطرافیان خویش اجازه کشیدن تنباکو را داد، ولی خود به احترام ابوالفتح از کشیدن آن اجتناب کرد، اما از او خواست تا دربارهٔ این ماده تحقیق کند. ابوالفتح پس از آزمایش، آن را زیان‌آور و مسموم‌کننده تشخیص داد، اما پس از چندی دود تنباکو را جهت خنک کردن و کاهش زیان آن از ظرف آبی گذراند و بدین گونه قلیان را اختراع کرد. ازسوی دیگر کمال‌الدین، پزشک ایرانی تأکید کرده‌است که تنباکو نخستین با در۱۰۱۴ ق/۱۶۰۵م، پس از مرگ ابوالفتح، به هند رسیده‌است، اما سید حسین نصر حتی رساله‌ای دربارهٔ قلیان و تنباکو به ابوالفتح نسبت داده‌است که به گفته او منشأ اقسام قلیان‌هایی است، که اکنون در کشورهای اسلامی به کار می‌رود.

## یادکرد
1. 1 2 3 4 5 6 7 8 9 10 11 12 13 14 15  کرامتی، دانشنامه بزرگ اسلامی، ۲۴۳۹.